# Свентиця
Свентиця — річка у Свіслоцькому й Вовковиському районі, Гродненська область, Білорусь. Ліва притока Росі (басейн Німану).

## Опис
Довжина річки 10 км, похил річки 3,7 м/км, сточище — 38 км².

## Розташування
Бере початок на південно-західній околиці села Новосілки. Тече переважно на північний схід через села Хілімонівці, Велику Свентицю та Задворенці й біля села Нові Хатківці впадає в річку Рось, ліву притоку річки Німан.

## Цікаві факти
- У XIX столітті на річці існувало 4 водяних млинів[2].